# Propergol à base de mélange de protoxyde d'azote
Les propergols à base de mélange de protoxyde d'azote sont une classe de propergols liquides pour fusée qui étaient destinés au début des années 2010 à pouvoir remplacer l'hydrazine comme propergol stockable standard dans certaines applications.
Dans les mélanges de combustibles à base de protoxyde d'azote, le carburant et l'oxydant sont mélangés et stockés ; on parle parfois de « monergol mixte ». Lors de l'utilisation, le propergol est chauffé ou passé sur un lit de catalyseur et le protoxyde d'azote se décompose en gaz riches en oxygène. La combustion s'ensuit alors. Une attention particulière est nécessaire dans la formulation chimique et la conception du moteur pour éviter de faire exploser le carburant stocké.

## Aperçu
Le propergol utilisé dans un moteur-fusée joue un rôle important à la fois dans la conception du moteur et dans la conception du lanceur et de l'équipement au sol connexe. Le poids, la densité massique d'énergie, le coût, la toxicité, le risque d'explosion et d'autres problèmes font qu'il est important pour les ingénieurs de concevoir des fusées adaptées à leur propergol.
L'hydrazine est un carburant courant dans les petits moteurs de manœuvre. Elle est liquide à température ambiante et, ayant une enthalpie standard de formation positive, peut être utilisée comme monergol pour simplifier considérablement la conception du système (par décomposition catalytique). Mais elle est également extrêmement toxique et a un point de congélation relativement élevé de 1 °C. Elle est également instable, une propriété inhérente à toute substance avec une enthalpie standard de formation positive.
Le protoxyde d'azote peut être utilisé comme comburant avec divers combustibles ; il est populaire principalement dans les fusées à propulsion hybride. Il est beaucoup moins toxique que l'hydrazine et a un point d'ébullition beaucoup plus bas, bien qu'il puisse être liquéfié à température ambiante sous pression. Comme l'hydrazine, il a une enthalpie standard de formation positive qui le rend à la fois potentiellement instable et viable comme monergol. Il peut être décomposé avec un catalyseur pour produire un mélange chaud d'azote et d'oxygène. Lorsqu'il est mélangé avec un carburant et stocké avant utilisation, il devient un « monergol mixte ».

## Histoire
Les scientifiques des fusées allemands expérimentaient des mélanges de combustibles à base de protoxyde d'azote dès 1937. Les essais de mélanges de combustible à base de protoxyde d'azote se sont poursuivis tout au long de la Seconde Guerre mondiale. La promesse de performances élevées, d'une plus grande portée et de systèmes d'alimentation plus légers a conduit à l'expérimentation de mélanges de protoxyde d'azote et d'ammoniac, qui ont entraîné de nombreuses explosions et destructions de moteurs. Les complexités impliquées dans la construction de systèmes de propulsion qui peuvent manipuler en toute sécurité les monergols de mélange de combustible au protoxyde d'azote ont été un frein à un développement sérieux.
Le développement de mélanges de carburants à base de protoxyde d'azote a repris dans les années 2000 et, en 2011, une mission d'essai en vol dans l'espace était prévue. En l'occurrence, le test en vol a été annulé. Innovative Space Propulsion Systems avait annoncé son intention de tester le monoergol NOFBX sur le segment orbital américain  de la Station spatiale internationale (ISS), avec une première date de vol provisoire au plus tôt en 2012. La NASA a officiellement approuvé la mission vers l'ISS sur un créneau de lancement 2013 en mai 2012. La mission devait se rendre à l'ISS dans le compartiment non pressurisé d'un vaisseau SpaceX Dragon lors de l'une des missions de réapprovisionnement de fret de la NASA à la mi-2013. La « ISPS NOFBX Green Propellant Demonstration » (« démonstration de propulseur vert ISPS NOFBX ») aurait utilisé un moteur-fusée de classe de 440 N de poussée à forte modulation de poussée, monté à l'extérieur du module européen Columbus sur l'ISS et aurait dû rester en orbite pendant environ un an tout en subissant une « série de tests de performances dans l'espace ».
NOFBX est un nom de marque pour un monergol mixte de protoxyde d'azote / carburant / émulsifiant développé par Firestar Technologies. Le brevet NOFBX revendiquait un mélange de protoxyde d'azote comme comburant avec de l'éthane, de l'éthylène ou de l'acétylène comme carburant. NOFBX a une impulsion spécifique (Isp) plus élevée et est moins toxique que les autres monergols actuellement utilisés dans les applications spatiales, comme l'hydrazine. Des essais en vol de moteurs NOFBX avaient été planifiés sur la Station spatiale internationale mais, en l'occurrence, n'ont pas progressé.
Le NOFBX avait déjà été utilisé pour alimenter un moteur à combustion et explosion destiné à propulser des drones à haute altitude et à longue autonomie dans le cadre d'un contrat la DARPA. Le NOFBX a été promu par la société à l'époque comme une technologie « révolutionnaire » avec plusieurs caractéristiques qui soulignent pourquoi les monergols plus sûrs étaient intéressants dans l'industrie :
- les constituants sont largement disponibles auprès des fournisseurs de produits chimiques, peu coûteux et sûrs à manipuler[3] ;
- peut être transporté et manipulé sans précautions ou dangers indus[3] ;
- ses produits finaux (N2, CO, H2O, H2 et CO2) sont tous sensiblement moins toxiques que les monergols stockables traditionnels et ne produisent aucun dépôt ni contamination accumulés[3] ; alors que l'hydrazine émet de l'ammoniac ;
- l'hydrazine a une Isp d'environ 230 s ; NOFBX aurait une Isp de 300 s ;
- a une meilleure densité massique d'énergie, plus de trois fois supérieure à l'hydrazine ;
- tolère une large plage thermique ; stockable à température ambiante au sol ainsi qu'à des températures trouvées dans l'espace[7] ;
- devrait réduire les coûts par rapport aux systèmes de propulsion existants aux performances comparables[3] ;
- est un monergol, ce qui réduit considérablement le besoin de matériel auxiliaire, réduisant les coûts, le volume et la masse des lanceurs ;
- utilise des moteurs qui fonctionnent à plus basse température, ce qui réduit les problèmes de conception thermique[7].

## Préoccupations de sécurité
Un document de l'AIAA de 2008 sur la décomposition du protoxyde d'azote a soulevé des préoccupations concernant les risques pour la sécurité du mélange d'hydrocarbures avec du protoxyde d'azote. En ajoutant des hydrocarbures, la barrière énergétique à un événement de décomposition explosive est considérablement abaissée.